# Dziewczyna sprzedająca owoce
Dziewczyna sprzedająca owoce – powstały w 2. poł. XVII w. obraz autorstwa hiszpańskiego malarza barokowego Bartolomé Estebana Murilla.
Obraz znajduje się w zbiorach Muzeum Sztuk Pięknych im. Puszkina w Moskwie.